# مت منقل
مت منقل (انگلیسی: Matt Brazier; ۲ ژوئیهٔ ۱۹۷۶ – ۴ فوریهٔ ۲۰۱۹) بازیکن فوتبال اهل بریتانیا بود.
از باشگاه‌هایی که در آن بازی کرده‌است می‌توان به باشگاه فوتبال لیتون اورینت، باشگاه فوتبال کویینز پارک رنجرز، باشگاه فوتبال فولام، و باشگاه فوتبال کاردیف سیتی اشاره کرد.